# 2401 Aehlita
2401 Aehlita är en asteroid i huvudbältet som upptäcktes den 2 november 1975 av den ryska astronomen Tamara Smirnova vid Krims astrofysiska observatorium på Krim. Asteroidens preliminära beteckning var 1975 VM2. Asteroiden fick senare namn efter huvudpersonen i den ryske författaren Aleksej Tolstojs science fiction-roman Aelita från 1956.
Aehlita är medlem av Agnia-asteroiderna, en grupp av asteroider som har liknande banelement och tros vara del av en större kropp som splittrats. Gruppen har fått sitt namn av 847 Agnia. Andra asteroider som ingår I gruppen är 1020 Arcadia, 1228 Scabiosa och 3395 Jitka. 
Aehlitas senaste periheliepassage skedde den 8 oktober 2022.